# Йосиповка (Золочевский район)
Йосиповка (укр. Йосипівка) — село в Бусской городской общине Золочевского района Львовской области Украины.
Население по переписи 2001 года составляло 376 человек. Занимает площадь 2,612 км². Почтовый индекс — 80530. Телефонный код — 3264.